# Nadija Morykwas
Nadija Myrosławiwna Morykwas (ukr. Надія Мирославівна Мориквас; ur. 9 maja 1952 w Szelpakach) – ukraińska pisarka, eseistka, dziennikarka, kandydat filologii (2008). Członkini Narodowego Związku Pisarzy (1995) i Dziennikarzy Ukrainy (1983). Laureatka nagród S. Fedaka (1980) i B. Lepkiego (2006)..

## Biografia
W 1980 r. ukończyła studia na Uniwersytecie Lwowskim. W 2006 r. odbyła staż w Instytucie Języków Wschodniosłowiańskich Uniwersytetu Jagiellońskiego w Krakowie (2006). Pracowała w gazetach „Lwowski Zaliznycznyk”, „Literaturnyj Lwów” (1994–1999 – zastępca redaktora), „Halicka Brama”, „Nasza Szczęsna” (obie redagowała); prowadziła autorskie programy literackie w telewizji lwowskiej i radiu obwodowym. W 2000 r. została mianowana redaktorem naczelnym czasopisma „Ricz” (od 2009 r. – wydanie internetowe).

## Twórczość
Niektóre z prac Nadii Morykwas zostały przetłumaczone na język niemiecki, włoski, węgierski i rumuński.
Autor zbiorów poezji:
- „Biłe misto” (1991)
- „Tanci na lodu” (1996)
- „Istyna sribnoty” (1998)

książek prozatorskich:
- „Spokusa wicznistiu. Szczodennyk ironicznoji prozy” (1997, 1998, 1999)
- „Za nas u Lwowi. Mify i mity” (2001)
- „Rid: Ukrajinśki chroniky” (2002, 2003)
- „Mełancholija Stepana Czarnećkoho” (2005)
- „Czas bez lubowi” (2007)
- „De mij brat?” (2010)
- „Kornelija” (2015)
- „Wynowa hora” (2017)
- „Ludy swoho czasu” (2019)[2]